# Léopold Sédar Senghor
Léopold Sédar Senghor (Joal, 9. listopada 1906. – Verson, Francuska, 20. prosinca 2001.), afrički vođa, prvi predsjednik nezavisnog Senegala, pjesnik, političar i osnivač Senegalskog demokratskog bloka. Senghor je reformirao afrički socijalizam, ostavši u dobrim odnosima s Francuskom i zapadnim silama. Bio je zagovornik afričke kulture, crnačkog identiteta i osnaživanja Afrike u okviru francusko-afričkih veza. Zalagao se za proširenje punih građanskih i političkih prava na francuskim afričkim teritorijima i zagovarao je afričku integraciju unutar federalne strukture Francuske, tvrdeći da bi neovisnost za male, slabe teritorije dovela do produžetka kolonijalizma, dok bi ga osnaživanje Afrike unutar države Francuske moglo transformirati na bolje.
Léopold Sédar Senghor rođen je u imućnoj trgovačkoj obitelji iz naroda Serer. Nakon školovanja i završenog studija francuske književnosti u Dakaru, Senghor 1928. odlazi na daljnje školovanje u Francusku gdje je 1931. diplomirao na Sveučilištu u Parizu. Kasnije je imenovan profesorom na sveučilištima u Toursu i Parizu, gdje je predavao od 1935. do 1945. godine.
Godine 1939. Senghor je mobiliziran u kolonijalnu pješačku pukovniju sastavljenu od Afrikanaca, unatoč tome što je 1932. dobio francusko državljanstvo. U lipnju 1940. zarobljavaju ga Nijemaci pa dvije godine provodi u zarobljeničkim logorima. 
Osnovao je pokret Negritude koji se borio za dokidanje kolonijalizma u Africi. Godine 1948. Senghor i Mamadou Diouf osnivaju političku stranku Senegalski demokratski blok. U studenom 1956. izabran je za gradonačelnika grada Thièsa, a 1960. za prvog predsjednika Senegala.
Vladao je od 6. rujna 1960. do 31. prosinca 1980. Prije isteka petog mandata najavljuje i daje ostavku. U 1980-im godinama njegova politika nije imala uspjeha. Predao je vlast svom premijeru Abdou Dioufu koji je na vlasti bio od 1981. do 2000. godine.
1983. godine je kao prvi afrikanac izabran za člana Francuske akademije.
Umro je u 96. godini i pokopan u rodnom mjestu.
Napisao je nekoliko knjiga, a za zbirku poezije Antologija nove crnačke i madagaskarske poezije iz 1948. predgovor je napisao Jean-Paul Sartre.